# Tina Tchen
Christina M. "Tina" Tchen (Columbus, 25 de enero de 1956) es una abogada estadounidense, especializada en cultura laboral, desigualdad de género, acoso sexual y diversidad. Desde octubre de 2019 es presidenta y directora ejecutiva de Time's Up y de la Fundación Time's Up. Su responsabilidad es supervisar los planes estratégicos de las organizaciones para cambiar la cultura, las empresas y las leyes para que el trabajo sea seguro, justo y digno para las mujeres luchando especialmente contra el acoso sexual. En 2017 fue cofundadora del Fondo de Defensa Legal Time's Up con Robbie Kaplan, Fatima Goss Graves, y Hilary Rosen. Ha sido asistenta del presidente Barack Obama, directora ejecutiva del Consejo de Mujeres y Niñas de la Casa Blanca y jefa de gabinete de la primera dama Michelle Obama de 2011 a 2017. 

## Biografía
Tchen nació en Columbus, Ohio el 25 de enero de 1956 en el seno de una familia de inmigrantes chinos que huyeron de la República Popular China en 1949. Su padre trabajaba como psiquiatra y su madre como científica. Creció en Beachwood, Ohio, y se graduó de Beachwood High School. Se graduó Radcliffe College de la Universidad de Harvard en 1978, y se doctoró en 1984 en la Facultad de Derecho de la Universidad Northwestern. 
Trabajó durante varios años para la Oficina de Presupuesto de Illinois, donde se desempeñó como analista presupuestaria del Gobernador para el Departamento de Servicios para Menores y Familias. En 1988, Tchen empezó a trabajar en la firma Skadden, Arps, Slate, Meagher & Flom, para luego convertirse en socia en 1992, donde se especializó en litigios en los tribunales federales. En 1992, argumentó en nombre del estado de Illinois ante la Corte Suprema de los Estados Unidos en Artist M. v. Suter, que ayudó a reformar el programa de cuidado de crianza del estado al cerrar una laguna.
Durante la campaña del presidente Obama en 2008, Tchen fue una de sus mayores recaudadoras de fondos, recaudando $ 200,000. Desde la toma de posesión de Obama en 2009 hasta el 5 de enero de 2011, fue directora de la Oficina de Compromiso Público de la Casa Blanca, anteriormente conocida como Oficina de Enlace Público. Desde 2011 hasta 2017, se desempeñó como asistenta del presidente Barack Obama, jefa de gabinete de la primera dama Michelle Obama y directora ejecutiva del Consejo de Mujeres y Niñas de la Casa Blanca.
En 2017, se convirtió en socia del bufete de abogados Buckley Sander, donde dirigió la práctica de la cultura laboral y fue directora de la oficina de la firma en Chicago. En 2018, fue una de las cofundadoras de Time's Up y lideró su fondo de defensa legal que conectaba a las víctimas de acoso sexual con abogados. El fondo ha recaudado más de $ 24 millones para 2019 y ha conectado a más de 3,600 trabajadores en varias industrias con apoyo legal para casos de acoso sexual.
En marzo de 2019, Tchen fue contratada como asesora para investigar la "cultura laboral" del Southern Poverty Law Center (SPLC) después de que las acusaciones de acoso sexual y racial llevaron al despido del cofundador del SPLC y la renuncia de su presidente. También ese año, fue nombrada presidenta del nuevo grupo de trabajo para la inclusión y la diversidad de la Recording Academy tras los comentarios despectivos de Neil Portnow y Ken Ehrlich sobre las mujeres en la industria de la música.
El 7 de octubre de 2019, Tchen fue nombrada presidenta y directora ejecutiva de Time's Up.

## Premios y reconocimientos
- Abogada de Chicago "Persona del año", 1994[17]
- Premio "Mujeres de logros" de la Liga Antidifamación, 1996
- Premio al liderazgo de la Asociación de Abogados de Mujeres de Illinois, 1999
- Premio Margaret Brent Women Lawyers of Achievement Award de la American Bar Association, 2018[3]

## Juntas y comisiones
- Fundación de la Asociación de Abogados de Chicago
- Biblioteca Pública de Chicago (fideicomisario)
- Liga de Servicio Chino Americano (miembro de la junta)
- Comisión de Nominaciones Judiciales para el Distrito Norte de Illinois[18]